# Habitus
Habitus é um sistema de disposições incorporadas, tendências que organizam as formas pelas quais os indivíduos percebem o mundo social ao seu redor e a ele reagem (em termos de classe social, religião, nacionalidade, etnia, educação, profissão etc.), como o habitus é adquirido através de mimesis e reflete a realidade vivida a que os indivíduos são socializados, sua experiência individual e oportunidades objetivas. Assim, o habitus representa a forma como a cultura do grupo  a história pessoal moldam o corpo e a mente e, como resultado, moldam a ação social no presente.
O conceito de habitus — também conhecido como capital cultural incorporado — foi desenvolvido pelo sociólogo francês Pierre Bourdieu com o objetivo de pôr fim à antinomia indivíduo/sociedade dentro da sociologia estruturalista. Relaciona-se à capacidade de uma determinada estrutura social ser incorporada pelos agentes por meio de disposições para o seu modo de ser — sentir, pensar, agir.

## Habituspara Bourdieu
O habitus é, portanto, um conjunto unificador e separador de pessoas, bens, escolhas, consumos, práticas, etc. O que se come, o que se bebe, o que se escuta e o que se veste constituem práticas distintas e distintivas; são princípios classificatórios, de gostos e estilos diferentes. Estabelece-se, perante habitus esses esquemas classificatórios, o que é requintado e o que é vulgar, sempre de forma relacional, já que, “por exemplo, o mesmo comportamento ou o mesmo bem pode parecer distinto para um, pretensioso ou ostentatório para outro e vulgar para um terceiro”

### Citações
"A cada classe de posições corresponde uma classe de habitus (ou de gostos) produzidos pelos condicionamentos sociais associados à condição correspondente e, pela intermediação desses habitus e de suas capacidades geradoras, um conjunto sistemático de bens e de propriedades, vinculadas entre si por uma afinidade de estilo."
"Uma das funções da noção de habitus é a de dar conta da unidade de estilo que vincula as práticas e os bens de um agente singular ou de uma classe de agentes (como Balzac ou Flaubert sugerem através de descrições do cenário — a pensão Vauquer em O pai Goriot ou os comes e bebes consumidos pelos diferentes protagonistas de Educação sentimental —, que são uma maneira de evocar os personagens que o habitam). O habitus é esse princípio gerador e unificador que retraduz as características intrínsecas e relacionais de uma posição em um estilo de vida unívoco, isto é, em um conjunto unívoco de escolhas de pessoas, de bens, de práticas."
"O habitus são princípios geradores de práticas distintas e distintivas — o que o operário come, e sobretudo sua maneira de comer, o esporte que pratica e sua maneira de praticá-lo, suas opiniões políticas e sua maneira de expressá-las diferente sistematicamente do consumo ou das atividades correspondentes do empresário industrial; mas são também esquemas classificatórios, princípios de classificação, princípios de visão e de divisão e gostos diferentes. Eles estabelecem as diferenças entre o que é bom e mau, entre o bem e o mal, entre o que é distinto e o que é vulgar etc., mas elas não são as mesmas. Assim, por exemplo, o mesmo comportamento ou o mesmo bem pode parecer distinto para um, pretensioso ou ostentatório para outro e vulgar para um terceiro."

## Aristóteles:hexisehabitus
É pertinente observar que Tomás de Aquino, em seu Comentário ao Livro V da Ética a Nicómaco, de Aristóteles, traduz o conceito grego de hexis como habitus, em latim. 
Provavelmente construiu essa conceituação em fontes diversas, porque não lia grego. O texto de Aquino que introduz o conceito escolástico de habitus é “Respondeo dicendum quod, sicut supra dictum est, habitus non diversificantur nisi ex hoc quod variat speciem actus, omnes enim actus unius speciei ad eundem habitum pertinent. Cum autem species actus ex obiecto sumatur secundum formalem rationem ipsius, necesse est quod idem specie sit actus qui fertur in rationem obiecti, et qui fertur in obiectum sub tali ratione, sicut est eadem specie visio qua videtur lumen, et qua videtur color secundum luminis rationem”.
Uma tradução possível seria algo como: "Respondo dizendo que, como foi dito acima, os hábitos não se diversificam a não ser que mude o tipo de ação, de fato, todas as ações da mesma espécie pertencem ao mesmo hábito. Sendo que a espécie da ação deriva do objeto segundo sua razão formal, é necessário que a ação seja da mesma espécie que se liga à razão do objeto, e que se ligue ao objeto sob tal razão, como é da mesma espécie a vista pela qual se vê a luz e pela qual se ver a cor dependendo da razão da luz".
Estas “ações da mesma espécie” compõem a héxis descrita por Aristóteles como uma “disposição prática”, permanente e costumeira, automática, e muito provavelmente despercebida, pertencente a um plano ontogenético.

## Habitusna teoria literária
O conceito de habitus de Bourdieu está entrelaçado com o conceito de estruturalismo na teoria literária. Peter Barry explica que, na abordagem estruturalista à literatura, há um constante afastamento da interpretação da obra literária individual e um impulso paralelo em direção ao entendimento das estruturas maiores que as contêm. Há, portanto, um forte desejo de compreender os fatores influenciadores maiores que moldam uma obra literária individual. 
Como resultado, o habitus pode ser empregado na teoria literária para compreender aquelas estruturas externas maiores que influenciam determinadas teorias e obras de literatura.